# حسین علی حیدر
حسین علی حیدر (انگلیسی: Hussein Ali؛ زادهٔ ۱ مارس ۲۰۰۲) بازیکن فوتبال است.
از باشگاه‌هایی که در آن بازی کرده‌است می‌توان به اوربرو و هیرنفین اشاره کرد.
وی همچنین در تیم‌های ملی فوتبال زیر۱۷، زیر ۱۹ و زیر ۲۱ سال سوئد و بزرگسالان عراق بازی کرده‌است.